# Non sequitur (letteratura)
In letteratura, il non sequitur (letteralmente: non segue, non consegue) è una tecnica che consiste nell'usare una frase totalmente priva di relazione logica con quella immediatamente precedente, creando così un assurdo dall'effetto umoristico. È spesso utilizzata nell'umorismo surreale:
(Woody Allen, Citarsi addosso, trad. di Cathy Berberian e Doretta Gelmini, Bompiani, 1996)
Il termine va distinto dal non sequitur in logica, che sta a indicare un particolare errore di ragionamento.